# Костулень (Молдова)
Костулень (рум. Costuleni) — село в Унгенському районі Молдови. Утворює окрему комуну.

## Населення
За даними перепису населення 2004 року у селі проживали 3111 осіб.
Національний склад населення села:
| Національність       | Кількість осіб | Відсоток   |
| -------------------- | -------------- | ---------- |
| молдавани румуни     | 3021 28        | 97,1% 0,9% |
| українці             | 31             | 1,0%       |
| росіяни              | 19             | 0,6%       |
| гагаузи              | 1              | < 0,1%     |
| болгари              | 1              | < 0,1%     |
| інша / без відповіді | 10             | 0,3%       |
| Всього               | 3111           | 100%       |